# مشاع درويش شيباني (اسماعيلي كرمان)
مشاع درویش شیباني (بالفارسية: مشاع درویش شیبانی) هي منطقة سكنية تقع في إيران في منطقة إسماعيلي. يقدر عدد سكانها بـ 0 نسمة بحسب إحصاء 2016.